# 225
225 је била проста година.

## Догађаји
- Цар Александар Север се жени са Салустијом Орбијаном, и вероватно подиже њеног оца Сеја Салустија у чин Цезара.
- Прве хришћанске иконе се појављују у Риму, украшавајући катакомбе.

## Рођења
- Википедија:Непознат датум — Гордијан III, римски цар.
- Википедија:Непознат датум — Архиђакон Лаврентије - хришћански мученик и светитељ